# 여선웅
여선웅(呂善雄, 1983년 10월 8일 ~ )은 대한민국 정치인이다. 제7대 강남구의회 의원이다.

## 생애
제24기 의무소방원으로 경기도 양평소방서에서 군생활을 마쳤고, 숭실대학교에서 부총학생회장을 역임하고, 민주당 중앙당 대변인실 간사로 정치에 입문하였다. 2014년 제6회 전국동시지방선거에 서울지역 당선자 중 최연소로 당선됐다. 제7대 강남구의회 의원이다.

## 의정 활동
- 2014년 11월 27일 강남구의회에서 현대백화점 압구정점 주차장 위탁과 관련해 특혜의혹을 제기하였다.[3][4]

- 2015년 12월 8일 강남구의회에서 강남구 '댓글부대' 운영 의혹을 제기하였다.[5][6][7][8]

## 경력
- 제24기 의무소방원
- 숭실대학교 총학생회 부총학생회장
- 2010 한국관세무역개발원 연구원
- TEDxSeoul 오거나이저
- 민주당 중앙당 대변인실 간사
- 문재인 대선캠프 공보단 간사
- 2014 새정치민주연합 중앙당 공보실 간사
- 2014.07 ~ 2018.06 제7대 민선 6기 서울 강남구의회 의원 (비례대표, 새정치민주연합→더불어민주당)
  - 2014.07 ~ 2016.06 제7대 서울 강남구의회 전반기 운영위원회 부위원장
- 2015.02 ~ 2015.12 새정치민주연합 서울시당 부대변인
- 2015.08 ~ 2015.12 새정치민주연합 중앙당 당무위원
- 새정치민주연합 중앙당 중앙위원
- 새정치민주연합 서울시당 청년위원회 부위원장
- 2017.04 ~ 2017.05 제19대 대통령선거 더불어민주당 중앙선거대책위원회 비서실
- 2017.04 ~ 2017.05 제19대 대통령선거 더불어민주당 문재인후보 청년특보
- 2017.08 더불어민주당 정당발전위원회 위원
- 대통령직속 일자리위원회 분과위원
- 2019.06 ~ 2020.01 대통령비서실 청년소통정책관
- 2020.06 ~ 2021.01 국회 고민정 의원실 보좌관
- 2021.01 ~ 2023.05 직방 커뮤니케이션 부사장
- 2024.07 ~ SPC그룹 전략지원실장(상무)

## 역대 선거 결과
| 실시년도 | 선거      | 대수 | 직책   | 선거구                  | 정당           | 득표수  | 득표율          | 순위 | 당락 | 비고           |
| -------- | --------- | ---- | ------ | ----------------------- | -------------- | ------- | --------------- | ---- | ---- | -------------- |
| 2014년   | 지방 선거 | 7대  | 구의원 | 서울 강남구 (나 선거구) | 새정치민주연합 | 9,737표 | \| \| 31.62% \| | 2위  |      | 초선, 민선 6기 |
|          | 31.62%    |      |        |                         |                |         |                 |      |      |                |